# 2017年2月26日日食
2017年2月26日日食是一次日環食，發生於协调世界时2017年2月26日。新月當天（即朔日），地球上觀測到月球和太阳的角距離極小，此時月球如果恰好在月球交點附近，穿過太阳和地球之間，與地球、太阳接近一直線，則會出現日食。月球穿過太阳和地球之間，但距地球較遠，本影未能接觸地表，而使偽本影覆蓋的區域內看到月球的角直徑小於太陽，就形成日環食，同時在偽本影兩側數千公里的半影範圍內形成日偏食。此次日環食經過了智利、阿根廷、安哥拉、赞比亚、剛果民主共和國，日偏食則覆蓋了南美洲中南部、非洲中南部和南极洲部分地區。

## 日食概況

### 出現區域
太平洋東南部、復活節島以南約1800公里處的洋面在日出時最先看到此次日環食，隨後月球偽本影先向東偏南再轉向東北移動，穿過南美洲南部的巴塔哥尼亞地區，進入南大西洋，在伊纳克塞瑟布尔岛以西約1600公里、巴西里約熱內盧州東南約1600公里處的洋面達到最大食分。此後偽本影繼續向東北移動，貫穿南大西洋，在日落前不久從安哥拉海岸登上非洲，最終在日落時分結束於剛果民主共和國坦噶尼喀省南部。
偽本影經過的陸地依次包括：
- 智利：自西向東貫穿伊瓦涅斯將軍的艾森大區中部偏北；
- 阿根廷：自西向東貫穿丘布特省南部；
- 安哥拉：經過納米貝省北部、本吉拉省南部、威拉省北部後自西南向東北斜貫萬博省南部、比耶省、莫希科省北部；
- 尚比亞：西北省北部；
- 刚果民主共和国：從坦噶尼喀省南部入境後不久離開地表。[3][4]

除了上述狹窄的環食帶內能看到日環食之外，月球半影覆蓋範圍內都能看到日偏食，包括南美洲的秘鲁東南部、玻利維亞除北部外的大部、巴西中南部及智利、阿根廷、巴拉圭、乌拉圭四國全境、福克兰群岛、南乔治亚和南桑威奇群岛，非洲的西非中南部、中部非洲除乍得北端外的絕大部分、利比亚東南部與乍得邊境的小部分、苏丹西南部、东非西半部、南部非洲，及南极洲靠近大西洋的約三分之二。

此次日環食過程中月影在地表移動的動畫

### 基本參數
- 類型：日環食
- 食甚中心處（位於伊纳克塞瑟布尔岛以西約1600公里、巴西里約熱內盧州東南約1600公里處的南大西洋）資料：
  - 時間：2017年2月26日14:53:24.6
  - 地點：34°40.8′S 31°11.5′W / 34.6800°S 31.1917°W
  - 食分：0.9922（環食帶內最大）
  - 偽本影寬度：30.6公里
  - 日環食持續時間：44.0秒
- 環食最長處資料：
  - 時間：2017年2月26日13:16:06
  - 地點：43°8′S 113°53′W / 43.133°S 113.883°W
  - 偽本影寬度：96.3公里
  - 日環食持續時間：1分22.4秒[6]

## 相片

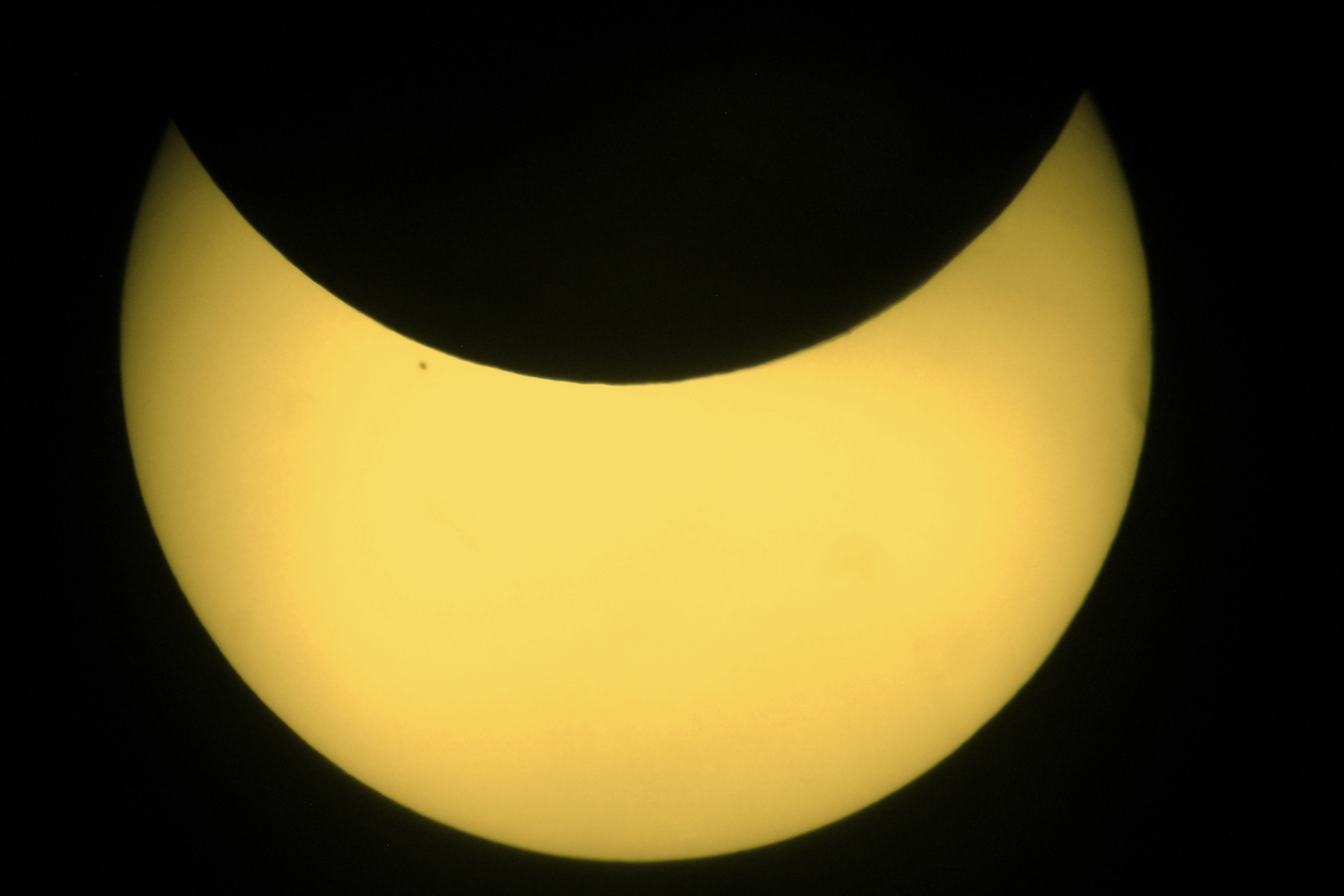
阿根廷維拉格塞爾（英语：Villa Gesell），13:18 GMT
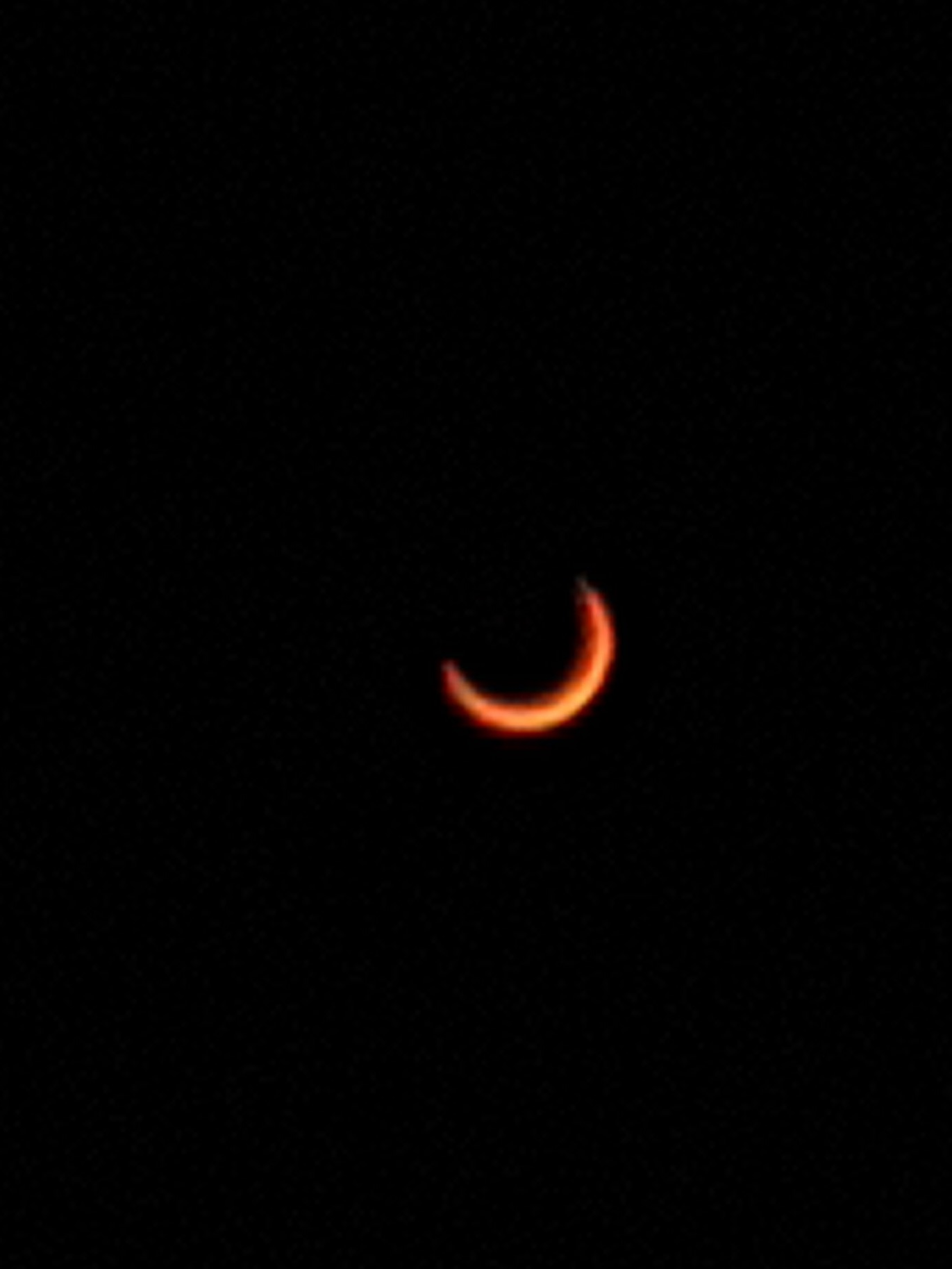
智利科伊艾克，13:35 GMT，環食前1分鐘
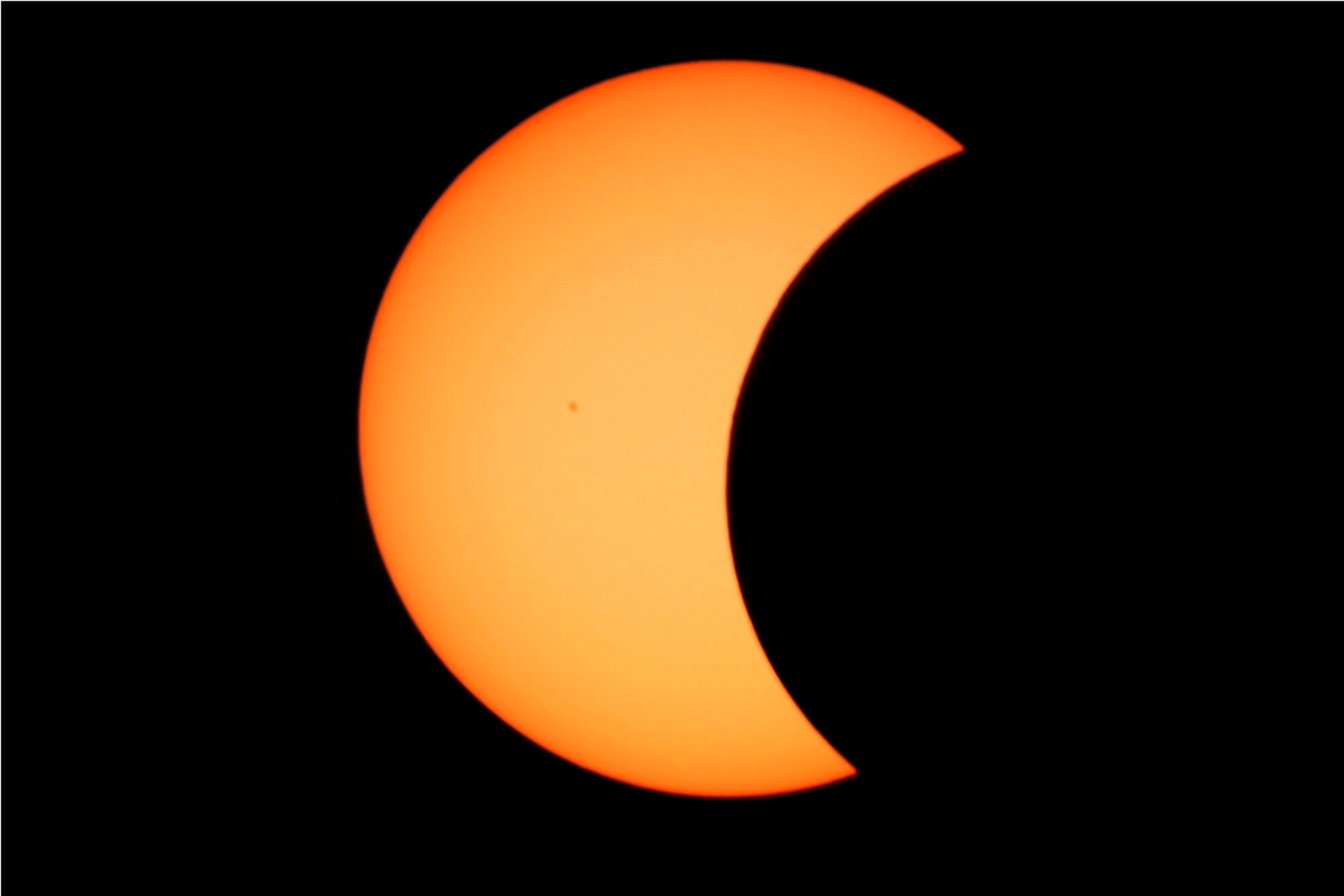
智利皮斯科艾齊，13:48 GMT
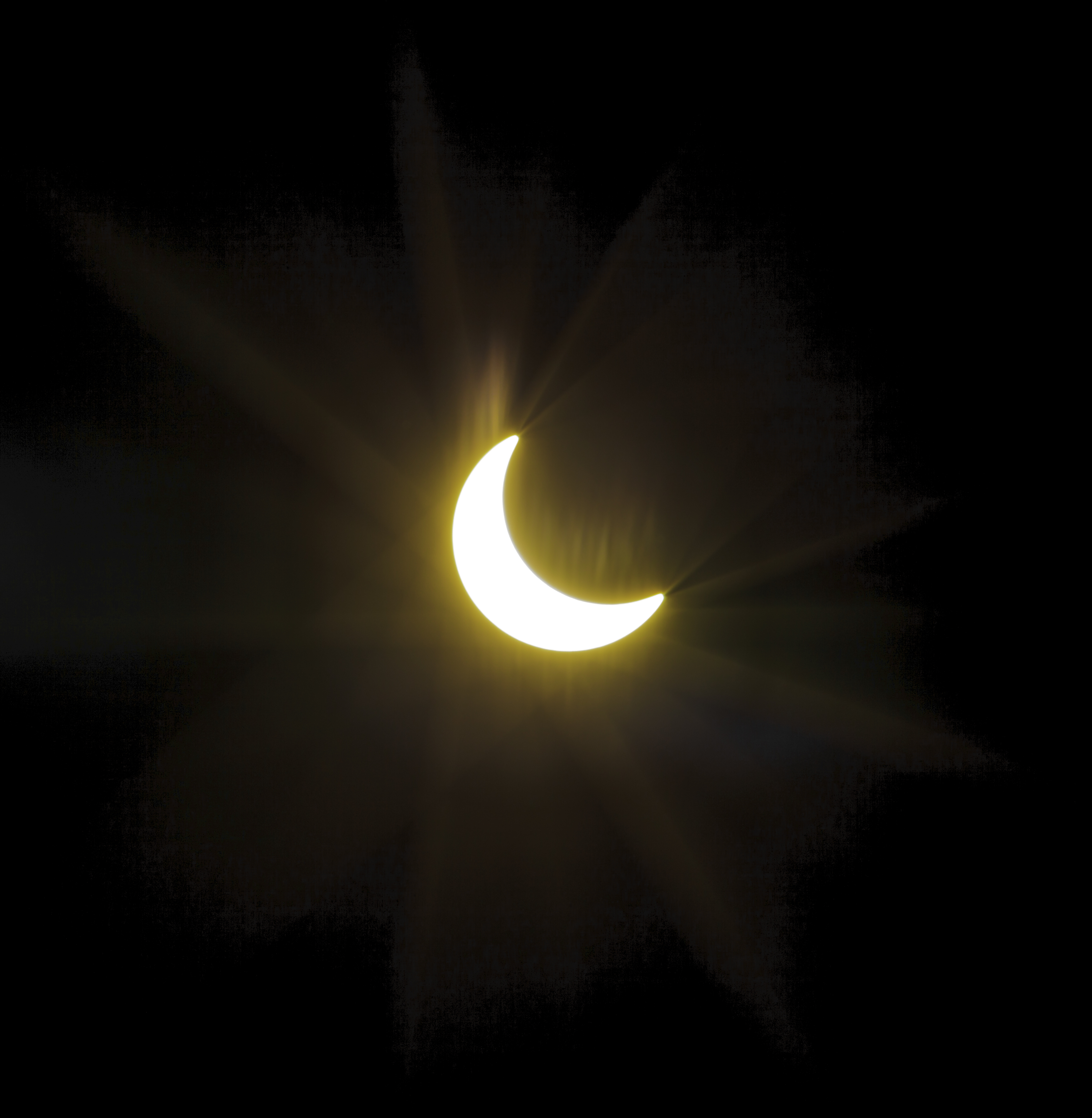
烏拉圭埃斯特角城，13:56 GMT
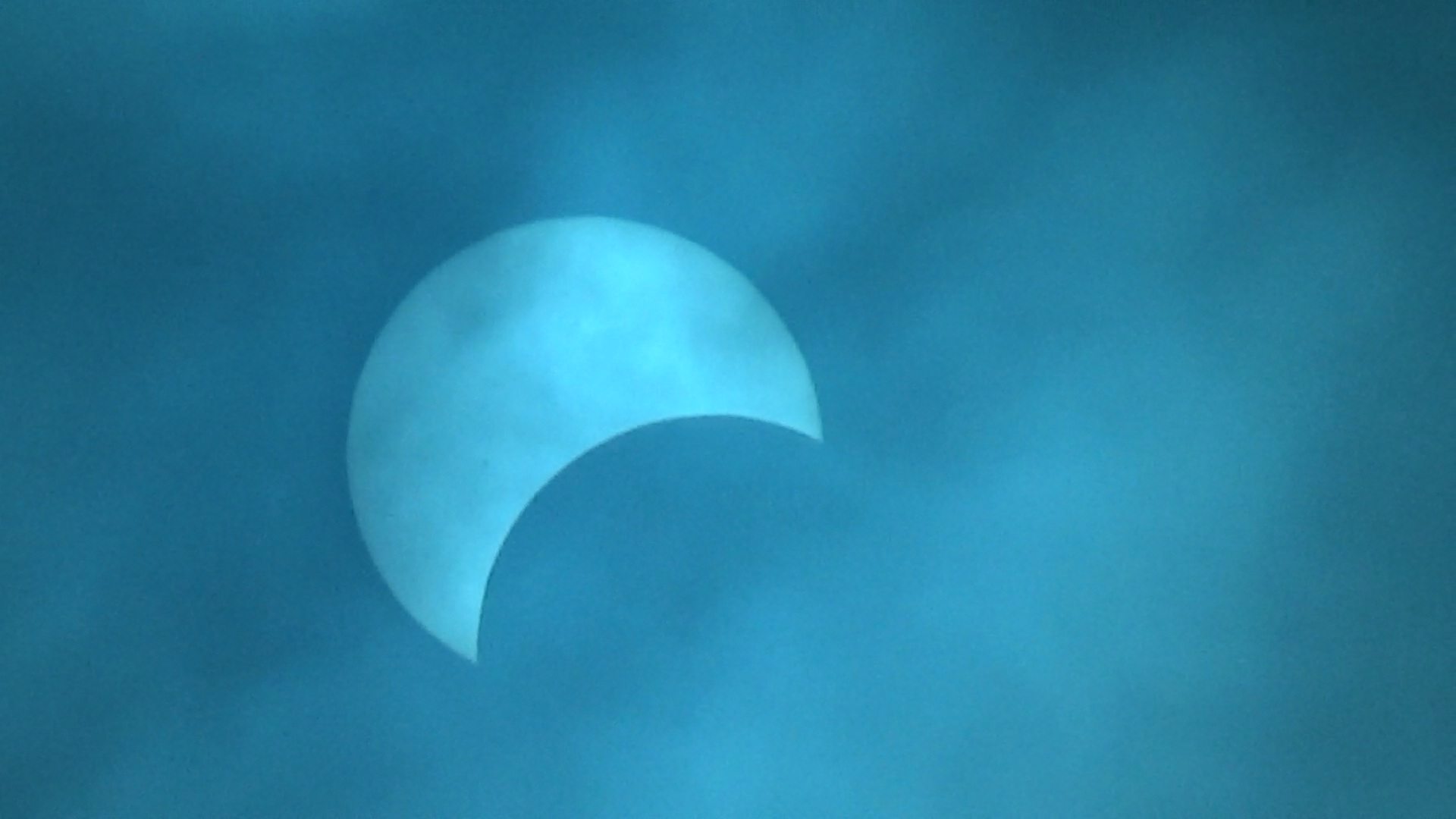
智利錫斯內斯港，14:17 GMT
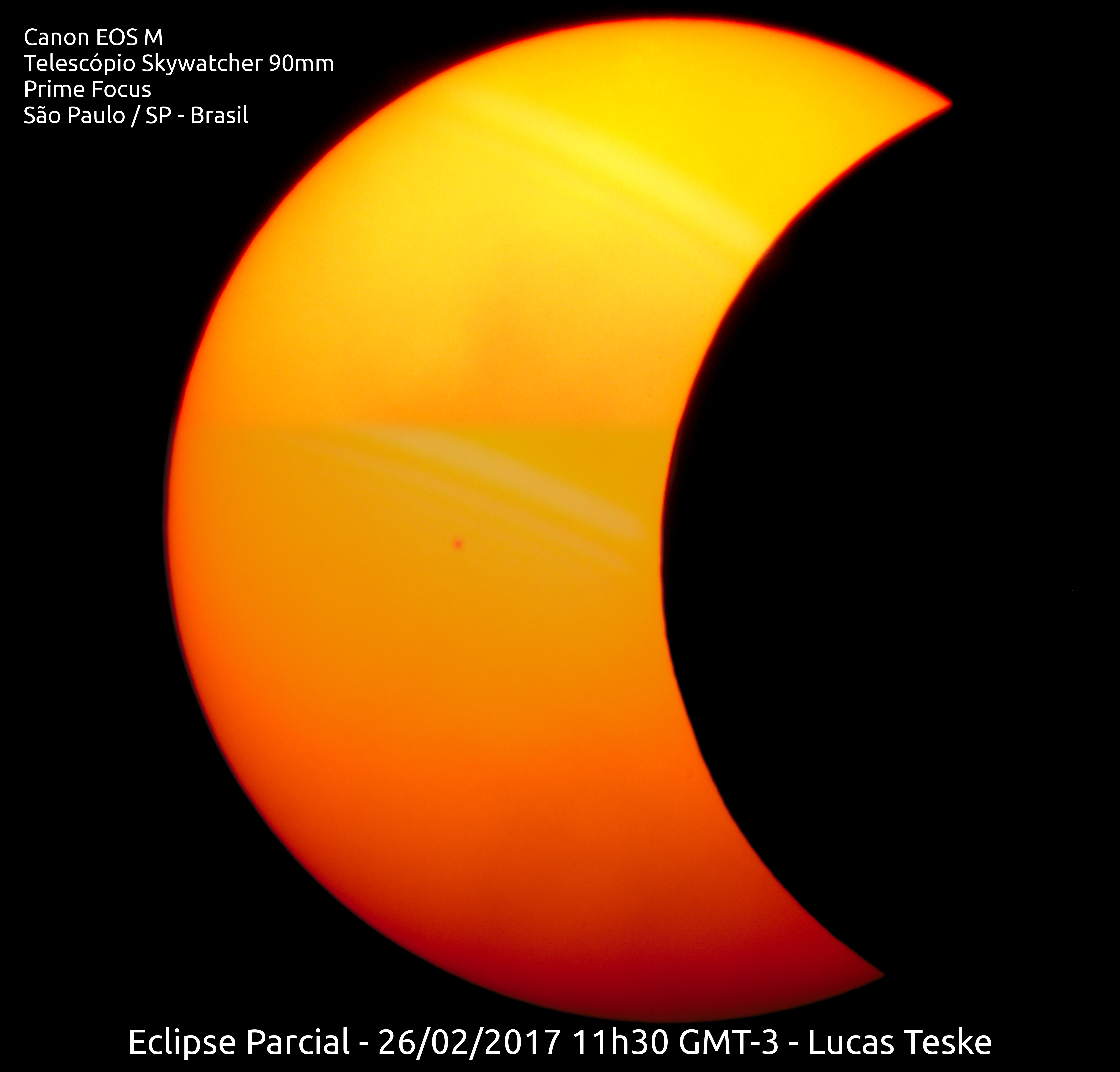
巴西聖保羅，14:30 GMT
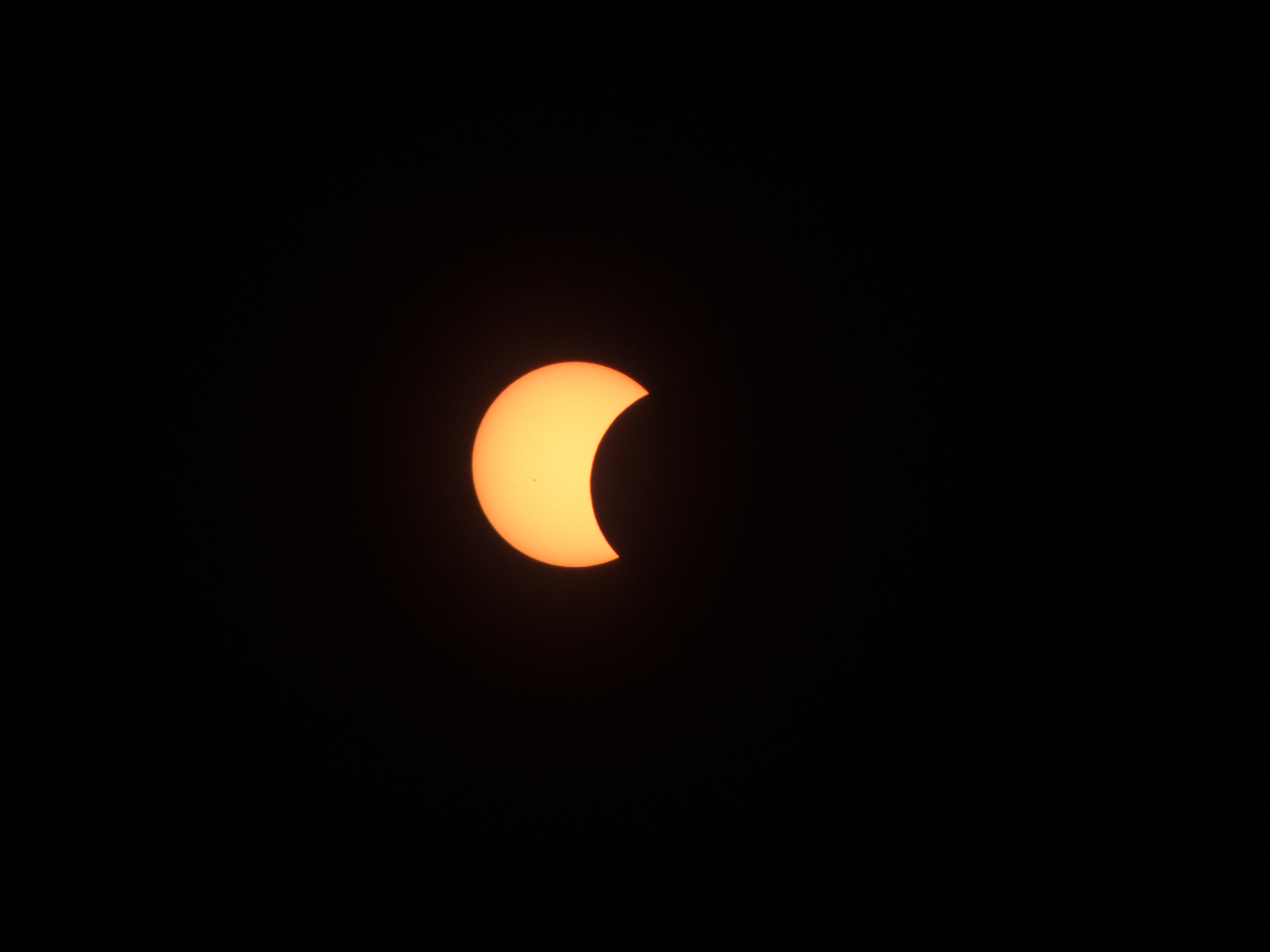
巴西弗洛里斯-達庫尼亞，15:49 GMT
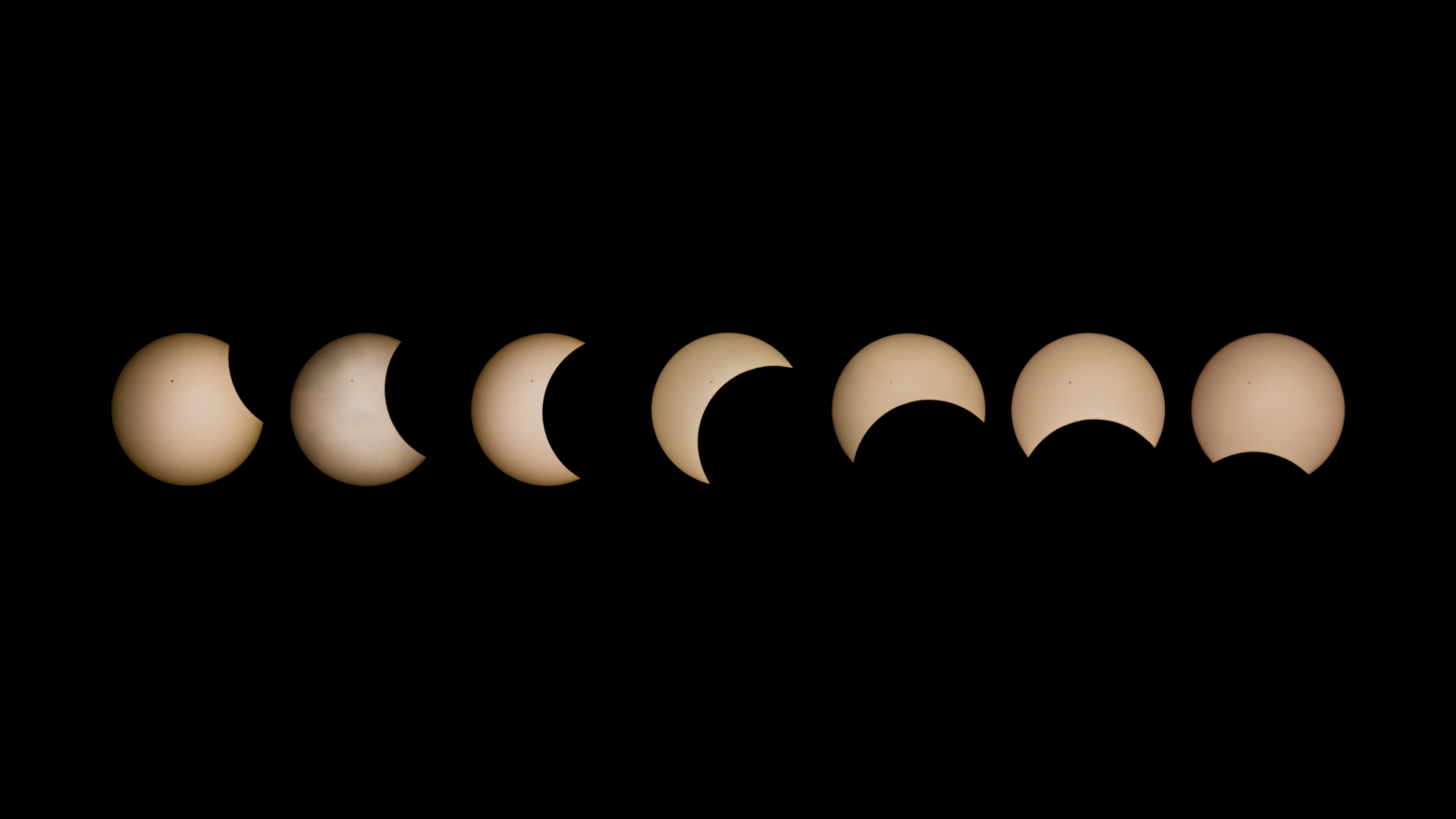
阿根廷巴拉那的日食進程圖
烏拉圭蒙得維的亞的日食動畫

## 相關的日食

### 2015-2018年的日食
月球交替位於相對的月球交點時，以半個交點年（食年），即約177天又4小時間隔出現下列日食。
| 日食列表  |           |           |           |           |           |           |           |           |           |           |           |
| 1997-2000 | 2000-2003 | 2004-2007 | 2008-2011 | 2011-2014 | 2015-2018 | 2018-2021 | 2022-2025 | 2026-2029 | 2029-2032 | 2033-2036 | 2036-2039 |

| 降交點                                                        | 降交點                   |                            | 升交點                   | 升交點 |
| 沙羅周期                                                      | 地圖                     | 沙羅周期                   | 地圖                     |        |
| 120 斯瓦尔巴朗伊爾城的日全食                                  | 2015年3月20日 全食       | 125                        | 2015年9月13日 偏食（南） |        |
| 130 印尼巴厘巴板的日全食                                      | 2016年3月9日 全食        | 135 留尼汪億唐塞拉的日環食 | 2016年9月1日 環食        |        |
| 140 阿根廷布宜諾斯艾利斯的日偏食                              | 2017年2月26日 環食       | 145 美国卡斯珀的日全食     | 2017年8月21日 全食       |        |
| 150 阿根廷奧利沃斯的日偏食                                    | 2018年2月15日 偏食（南） | 155 芬兰胡伊蒂寧的日偏食   | 2018年8月11日 偏食（北） |        |
| 註：2018年7月13日和2019年1月6日的日偏食屬於下一組交點年系列。 |                          |                            |                          |        |

### 沙羅周期
沙羅周期長度為18年11天。本次日食屬於沙羅周期140，共包含71次日食，依次為1512年4月16日至1638年7月11日的8次日偏食、1656年7月21日至1836年11月9日的11次日全食、1854年11月20日至1908年12月23日的4次全環食（亦稱混合食）、1927年1月3日至2485年12月7日的32次日環食、2503年12月19日至2774年6月1日的16次日偏食，總共歷時1262.11年。其中最長的全食發生於1692年8月12日，共持續了4分10秒。
下表列舉了1901年至2100年間發生的屬於該周期的日食，是第23至33次：
| 23             | 24            | 25            |
| -------------- | ------------- | ------------- |
| 1908年12月23日 | 1927年1月3日  | 1945年1月14日 |
| 26             | 27            | 28            |
| 1963年1月25日  | 1981年2月4日  | 1999年2月16日 |
| 29             | 30            | 31            |
| 2017年2月26日  | 2035年3月9日  | 2053年3月20日 |
| 32             | 33            |               |
| 2071年3月31日  | 2089年4月10日 |               |

## 資料來源
1. ↑  樊忠玉. . 中国天文科普网.   [2016-05-23]. （原始内容存档于2014-09-17）.
2. 1 2  Fred Espenak. . NASA Eclipse Web Site.   [2016-05-23]. （原始内容存档于2016-04-19）.（英文）
3. ↑  Fred Espenak. . NASA Eclipse Web Site.   [2016-05-23]. （原始内容存档于2016-04-21）.（英文）
4. ↑  Xavier M. Jubier. .   [2016-05-23]. （原始内容存档于2016-06-24）.（法文）（英文）
5. ↑  Fred Espenak. . NASA Eclipse Web Site.   [2016-05-23]. （原始内容存档于2008-08-08）.（英文）
6. ↑  Fred Espenak. . NASA Eclipse Web Site.   [2016-05-23]. （原始内容存档于2016-03-08）.（英文）
7. ↑  Fred Espenak. . NASA Eclipse Web Site.（英文）

## 外部連結
- NASA日食專頁（页面存档备份，存于）（英文）
- 可見區域圖和時間統計：由弗雷德·埃斯佩纳克做出的日食預報，NASA/GSFC
  - Google互動地圖呈現的日食範圍
  - 貝塞爾元素
- Google地圖顯示的日環食和日偏食範圍（页面存档备份，存于）（法文）（英文）